# Arnaud Odon d'Armagnac
Arnaud Odon, mort entre 1264 et 1267, fut vicomte de Lomagne, puis comte d'Armagnac et de Fezensac de 1245 à 1246 par mariage, puis régent de ces deux comtés. Il était fils d'Odon V, vicomte de Lomagne.
Il épousa en premières noces sa cousine Mascarose Ire de Lomagne († 1246), comtesse d'Armagnac et de Fézensac, et eut Mascarose II d'Armagnac († 1254), comtesse d'Armagnac et de Fésensac, mariée à Eskivat de Chabanais.
Son beau-frère Bernard V mourut en 1243, et le couple lui succéda, mais un cousin, Géraud, vicomte de Fézensaguet, estima que les comtés ne pouvaient pas se transmettre par les femmes et leur en contesta la possession. Une guerre s'ensuivit entre Géraud, soutenu par Raymond VII de Toulouse, puis par Alphonse de Poitiers et Arnaud Odon et Mascarose, soutenus par le roi Henri III d'Angleterre et qui ne se résoudra que par la mort sans enfant de Mascarose II.
Mascarose mourut peu après, mais Arnaud Odon conserva les comtés, ne les confiant à sa fille qu'au moment de son mariage.
Il se remaria en 1246 avec une autre cousine, Escarone de Lomagne, fille de Géraud de Lomagne, seigneur de Blaziert, et eut Vezian III († 1280), vicomte de Lomagne. À nouveau veuf, il se remarie ensuite avec Marie d'Anduze, fille de Pierre, sire d'Anduze et de Sauve, d'où Philippa († 1286/1294), vicomtesse de Lomagne, mariée avec Hélie IX († 1311), comte de Périgord.